# Cream of mushroom soup
La cream of mushroom soup o creamy mushroom soup è una vellutata a base di funghi, latte o panna, e roux, preparata negli Stati Uniti d'America.

## Storia
Esiste qualche antecedente della cream of mushroom soup, fra cui la besciamella (anche detta "salsa colla"), che da secoli si prepara usando a volte i funghi. Oggi la vellutata di funghi americana viene prodotta da alcune aziende come conferma ad esempio la "Chicken with Noodles" della Campbell's, immessa nel mercato nel 1934.